# 羅伯特·史莫斯號飛彈巡洋艦
羅伯特·史莫斯號導彈巡洋艦（英語：USS Robert Smalls，CG-62）是一艘提康德罗加级导弹巡洋舰，目前正在美國海軍服役。該艦原名錢斯勒斯維爾號導彈巡洋艦（USS Chancellorsville，CG-62），名字來自於南北戰爭中的錢斯勒斯維爾戰役。2023年2月，該艦改名為羅伯特·史莫斯號，以紀念南北戰爭中駕駛邦聯運輸船投向聯邦的黑奴羅伯特·史莫斯。
1989年11月4日，錢斯勒斯維爾號導彈巡洋艦在帕斯卡古拉英戈尔斯造船厂正式服役。1991年3月被部署至波斯湾。